# Прочида
Прочида (итал. Procida) је насеље у Италији у округу Напуљ, региону Кампанија.
Према процени из 2011. у насељу је живело 10228 становника. Насеље се налази на надморској висини од 34 м.

## Становништво
| 1931. | 1936. | 1951.  | 1961. | 1971.  | 1981.  | 1991.  | 2001.  | 2011.  |
| ----- | ----- | ------ | ----- | ------ | ------ | ------ | ------ | ------ |
| 9.934 | 9.452 | 10.156 | 9.895 | 10.015 | 10.402 | 10.559 | 10.575 | 10.228 |